# Саїманга однобарвна
Саїманга однобарвна (Anthreptes simplex) — вид горобцеподібних птахів родини нектаркових (Nectariniidae). Мешкає в Південно-Східній Азії.

## Поширення і екологія
Однобарвні саїманги мешкають на Малайському півострові, на Суматрі та на Калімантані. Вони живуть в тропічних лісах, чагарникових і мангрових заростях, в садах і на плантаціях.